# Chiúre
Chiúre – miasto w północno-wschodnim Mozambiku, w prowincji Cabo Delgado. Według danych na rok 2007 liczyło 32 603 mieszkańców.